# Spanischer Ritterroman

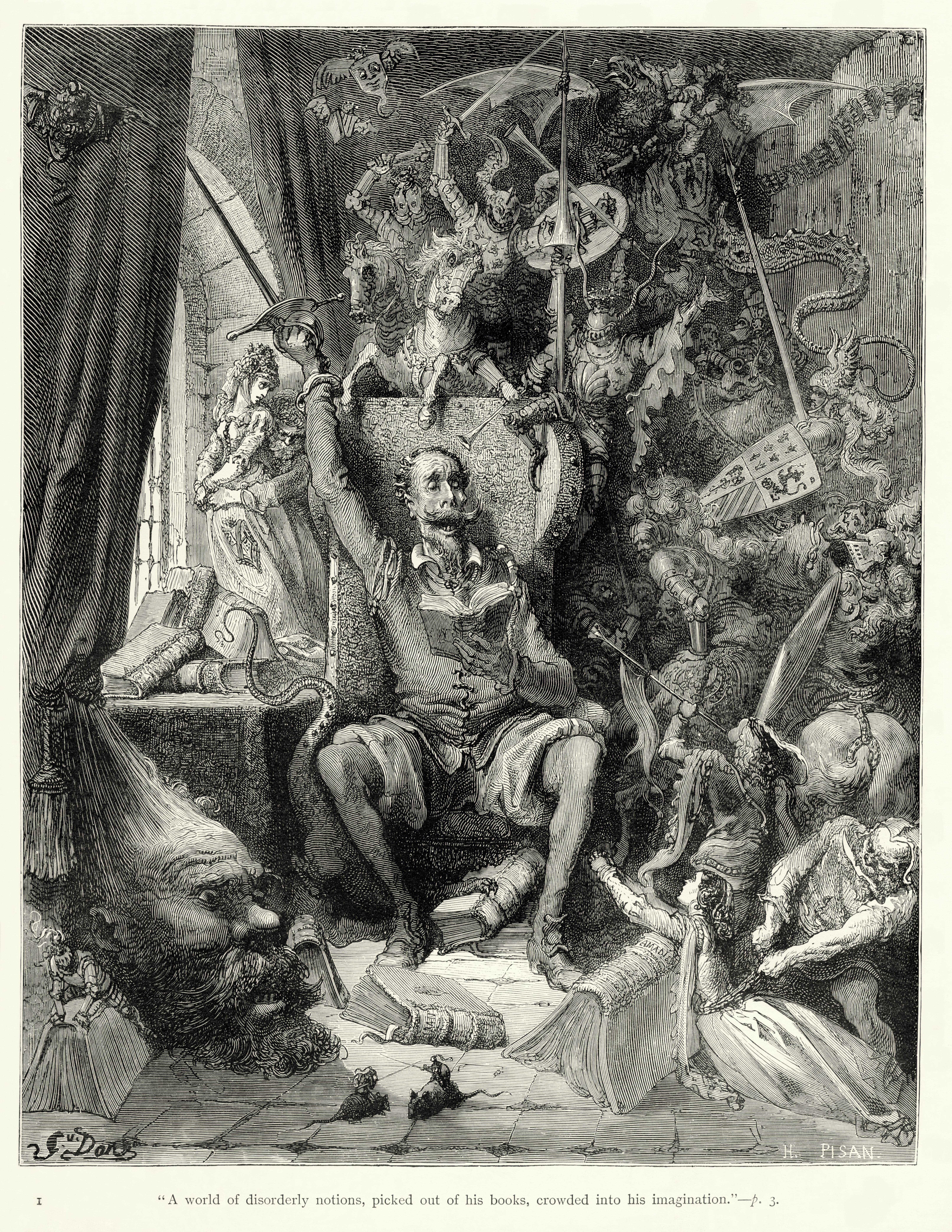
Don Quijote von Phantasmen umgeben auf einem Stich von Gustave Doré.

Der spanische Ritterroman (libro de caballerías oder auch novela de caballerías) war im Spanien des 16. Jahrhunderts, dem Siglo de Oro, eine überaus beliebte Form des Literaturgattung.
Der spanische Ritterroman fand mit dem Don Quijote des Miguel de Cervantes seine bekannteste Ausprägung und ging so auch in die Weltliteratur ein. Zugleich markiert der Don Quijote (1605/1615) als Parodie eines Ritterromans das Ende des Genres in Spanien. Auch europäische Verbreitung und Nachahmung fand der Amadis de Gaula, dessen Bearbeitung durch Garci Rodríguez de Montalvo 1508 erschien und die Welle der Amadisromane in ganz Europa auslöste. Vom Amadis allein erschienen 20 Auflagen und er wurde zum Vorbild von rund 60 weiteren Ritterromanen, die noch bekannt sind. Ein knappes Dutzend weiterer Texte liegt – teils als Fragment – bislang in Form ungedruckter Manuskripte vor.
Ebenfalls erfolgreich waren die Palmerín-Romane (Palmerín de Oliva, 1511, Palmerín de Inglaterra, 1547). Zusammen mit dem Amadis und dem Tirant lo Blanc (1490) des Joanot Martorell ist der Palmerín de Inglaterra einer der drei Ritterromane, die der gestrenge Pfarrer im 6. Kapitel des Don Quijote dann doch vor der Verbrennung auf dem Scheiterhaufen der Ritterscharteken verschont.
Geschichtlich hat in der spanischen Literatur der höfische (Vers-)Roman, der etwa in der mittelhochdeutschen und vor allem der altfranzösischen und okzitanischen Literatur des Mittelalters als Vorläufer des Ritterromans zu sehen ist, kaum eine Ausprägung gefunden.
Die erste und praktisch einzige Ausnahme bildet die Corónica del muy esforçado y esclarecido cauallero Zifar, ein in den ersten Jahren nach 1300 entstandener Versroman, dessen Autor vielleicht der Geistliche Ferrand Martínez ist.
Aus Namensnennung und Anspielungen in anderen Werken kann erschlossen werden, dass die Stoffe des französischen höfischen Romans, insbesondere der Matière de Bretagne, also der Adaptionen der keltischen Sagenstoffe um Artus und seine Ritter, in Spanien bekannt waren und auch Übersetzungen und Adaptionen vorgelegen haben müssen. Allerdings sind von solchen Werken allenfalls Fragmente erhalten. Im 16. Jahrhundert erschienen zwar (weiter-)bearbeitete Fassungen dieser Texte im Druck, die Vorgeschichte im 14. und 15. Jahrhundert kann jedoch nicht mehr daraus rekonstruiert werden.
Über die Gründe des scheinbaren Fehlens höfischer Epik in der spanischen Literatur bei gleichzeitiger Blüte im benachbarten Frankreich kann spekuliert werden. Insbesondere auf die Überlieferung und das kulturelle Klima dürfte die Einführung der spanischen Inquisition 1478, der Vorzensur 1502, des päpstlichen Index verbotener Bücher 1542 und des spanischen Index durch Generalinquisitor Fernando de Valdes 1559 einen Einfluss gehabt haben. Manifest wurde das etwa in der Indizierung des Schelmenromans Lazarillo de Tormes (1552 in Antwerpen erschienen) und im generellen Verbot von Romanen zwischen 1625 und 1634. Hinzu kommt das allgemein geringe Prestige des Romans und der Fiktion überhaupt, die als frivol, anrüchig und verdächtig galt, es waren schließlich lediglich der Unterhaltung dienende historias fingidas („erfundene Geschichten“) und keine nützlichen und belehrenden historias verdaderas („wahre Geschichten“). Das drückt sich in der gegen das Ende des 16. Jahrhunderts sich verstärkenden Tendenz aus, fiktive Erzählungen mit einer moralisierenden Schutzschicht zu versehen. Selbst dem Don Quijote ist die (wohl ehrliche) Sorge um moralische Korrektheit und didaktische Nützlichkeit anzumerken.

## Chronologische Liste

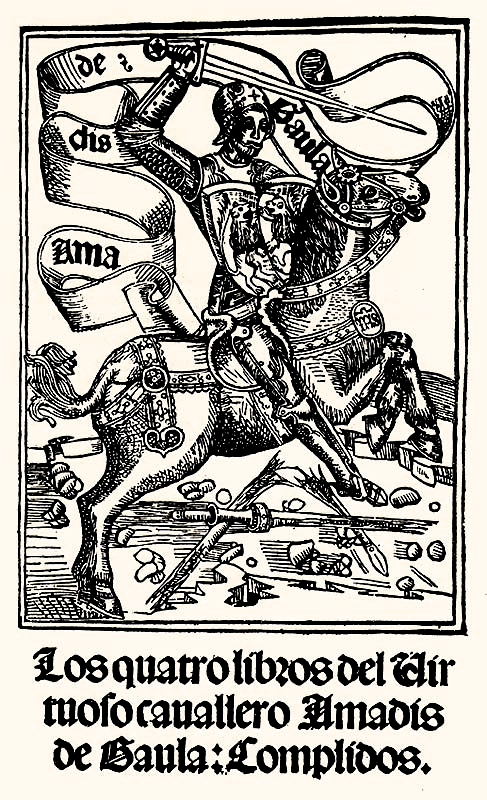
Erste bekannte Ausgabe von Amadís de Gaula von Garci Rodríguez de Montalvo, gedruckt in Saragossa bei Jorge Coci, 1508.

Die folgende Liste erfasst chronologisch in spanischer Sprache seit dem Ende des Mittelalters, insbesondere im 16. Jahrhundert, erschienene Ritterromane. Sie enthält im Wesentlichen die in zwei Buchreihen veröffentlichten Titel:
- Guías de Lectura Caballeresca, herausgegeben vom Instituto Universitario de Investigación en Estudios Medievales y del Siglo de Oro “Miguel de Cervantes”  der Universidad de Alcalá
- Libros de Rocinante, seit 1997 herausgegeben vom Centro de Estudios Cervantinos

Außerdem wurde die Titelliste aus Libros de caballerías castellanos: textos y contextos von José Manuel Lucía Megías eingearbeitet.
- El Baladro del sabio Merlín (Burgos, Juan de Burgos, 1498)
- Oliveros de Castilla (Burgos, Fadrique Biel de Basilea, 1499)
- Tristán de Leonís (Valladolid, Juan de Burgos, 1501)
- Garci Rodríguez de Montalvo: Amadís de Gaula (Zaragoza, Jorge Coci, 1508)
- Garci Rodríguez de Montalvo: Las sergas de Esplandián (Sevilla, 1510)
- Páez de Ribera: Florisando (Salamanca, Juan de Porras, 1510)
- Palmerín de Olivia (Salamanca, Juan de Porras, 1511)
- Tirante el Blanco (Valladolid, Diego de Gumiel, 1511)
- Primaleón (Salamanca, Juan de Porras, 1512)
- Demanda del Santo Grial (Toledo, Juan de Villaquirán, 1515)
- Fernando Bernal: Floriseo (Valencia, Diego de Gumiel, 1516)
- Juan de Molina: Arderique (Valencia, Juan Viñao, 1517)
- Gabriel Velázquez de Castillo: Clarián de Landanís I,1 (Toledo, Juan de Villaquirán, 1518)
- Jerónimo López: Floramante de Colonia (Teil II von Clarián de Landanís; 1518–1524)
- Gonzalo Fernández de Oviedo: Claribalte (Valencia, Juan Viñao, 1519)
- Alonso de Salazar: Lepolemo (Valencia, Juan Jofré, 1521)
- Álvaro de Castro: Clarián de Landanís I,2 (Toledo, Juan de Villaquirán, 1522)
- Luis Domínguez: Reinaldos de Montalbán (Toledo, Juan de Villaquirán, 1523)
- Jerónimo López: Clarián de Landanís III (Toledo, 1524)
- Fernando Bernal: Reymundo de Grecia (Buch III von Floriseo; Salamanca, 1524)
- Feliciano de Silva: Lisuarte de Grecia (Sevilla, Jacobo y Juan Cromberger, 1525)
- Pedro López de Santa Catalina: Espejo de caballerías (1525, 1527)
- Juan Díaz: Lisuarte de Grecia (Sevilla, Jacobo y Juan Cromberger, 1526)
- Polindo (Toledo, Juan de Villaquirán, 1526)
- Guarino Mezquino (Sevilla, Juan Várela de Salamanca, 1527)
- Jerónimo López: Lidamán de Ganail (Teil IV von Clarián de Landanís; Toledo, Gaspar de Ávila, 1528)
- Feliciano de Silva: Amadís de Grecia (Cuenca, Cristóbal Francés, 1530)
- Fernando Basurto: Florindo (Zaragoza, Pedro Harduyn, 1530)
- La corónica de Adramón (nach 1530)
- Feliciano de Silva: Florisel de Niquea (1532, 1546, 1551)
- Francisco de Enciso: Florambel de Lucea (Valladolid, Nicolás Tierri, 1532)
- Jerónimo Aunes: Libro del esforzado gigante Morgante (Valencia, 1533, 1535)
- Platir (Valladolid, Nicolás Tierri, 1533)
- La Trapesonda (Teil III des Reinaldos de Montalbán; Sevilla, Juan Cromberger, 1533)
- Juan de Córdoba: Lidamor de Escocia (Salamanca, 1534)
- Tristán el Joven (Teil II des Trístán de Leonís; Sevilla, Dominico de Robertis, 1534)
- Dionís Clemente: Valerián de Hungría (Valencia, Francisco Díaz Romano, 1540)
- Baldo (Teil IV des Reinaldos de Montalbán; Sevilla, Dominico de Robertis, 1542)
- Philesbián de Candaría (Medina del Campo, Juan de Villaquirán, 1542)
- Félix Magno (Sevilla, Sebastián Trugillo, 1543)
- Bernardo de Vargas: Cirongilio de Tracia (Sevilla, Jácome Cromberger, 1545)
- Beatriz Bernal: Cristalián de España (Valladolid, Juan de Villaquirán, 1545)
- Florando de Inglaterra (Lisboa, Germán Gallarde, 1545)
- Pedro de Lujan: Silves de la Selva (Sevilla, Dominico de Robertis, 1546)
- Jerónimo Fernández: Belianís de Grecia (Burgos, 1547, 1579)
- Francisco de Moraes: Palmerín de Inglaterra (Toledo, herederos de Fernando de Santa Catalina, 1547, 1548)
- Pedro de Reinosa: Roselao de Grecia (Teil III des Espejo de caballerías; Toledo, Juan de Ayala, 1547)
- Diego Ortúñez de Calahorra: Espejo de príncipes y caballeros I (Zaragoza, Esteban de Nájera, 1555)
- Melchor Ortega: Felixmarte de Hircania (Valladolid, Francisco Fernández de Córdoba, 1556)
- Pedro de Lujan: Leandro el Bel (Teil II von Lepolemo; Toledo, Miguel Ferrer, 1563)
- Antonio de Torquemada: Olivante de Laura (Barcelona, Claude Bornat, 1564)
- Jerónimo de Contreras: Polismán de Nápoles (Manuskript; 1573)
- Esteban Corbera: Febo el Troyano (Barcelona, Pedro Malo, 1576)
- Pedro de la Sierra: Espejo de príncipes y caballeros II (Alcalá de Henares, Juan Iñíguez de Lequerica, 1580)
- Miguel Daza: Mexiano de la Esperanza (1583)
- Marcos Martínez: Espejo de príncipes y caballeros III (Alcalá de Henares, Juan Iñíguez de Lequerica, 1587)
- Juan de Silva y de Toledo: Policisne de Boecia (Valladolid, herederos de Juan Iñíguez de Lequerica, 1602)
- Miguel de Cervantes Don Quijote (1605/1615)

Undatierte Manuskripte:
- Bencimarte de Lusitania
- Claridoro de España
- Clarís de Trapisonda (Fragment)
- El caballero de la Luna
- Filorante (Umarbeitung des ersten Teils von Clarisel de las Flores)
- León Flos de Tracia
- Marsindo
- Antonio de Brito da Fonseca: Selva de Cavalarías
- Dámaso de Frías y Balboa: Lidamarte de Armenia
- Francisco de Barahona: Flor de caballerías
- Jerónimo Jiménez de Urrea: Clarisel de las Flores